# Carbenoxolonă
Carbenoxolona este un derivat de acid gliciretinic (extras din rădăcina de lemn dulce), fiind utilizat în tratamentul ulcerelor și inflamațiilor esofagiene, orale și gastrice. Când se utilizează sistemic, induce un efect advers sever, și anume un dezechilibru al electroliților.